# Chữ Đông Ba
Chữ Đông Ba, hay Đông Ba Văn (东巴文), là một loại chữ viết được sử dụng trong nền văn hóa Đông Ba của người Nạp Tây (纳西族 Nạp Tây tộc) sử dụng. Cùng với chữ Geba và chữ cái Latinh, nó cấu thành một phần của chữ Naxi. Nó có lịch sử khoảng 1000 năm. Phần lớn các biểu tượng của chữ viết này có đặc điểm tượng hình nhưng một số cũng được sử dụng ngữ âm, cũng giống như các trường hợp của chữ tượng hình Ai Cập và chữ Sumeria.
Chữ này được viết trên giấy thủ công với các trang được đóng vào nhau ở mép trái, tạo thành một cuốn sách. Các trang được kẻ dòng ngang với các chữ biểu ý được viết trên 3 hoặc 5 phần bên trong dòng kẻ này.

## Sử dụng
Chữ viết chỉ được sử dụng như một trợ giúp cho việc dịch các văn bản lễ nghi thờ cúng trong các buổi lễ, và có hơn 2000 biểu tượng trong 20.000 bản kinh tôn giáo.
Ethnologue cho rằng chữ viết này "không thực dụng cho việc sử dụng hàng ngày, nhưng là một hệ thống minh họa tức thời các văn bản cổ". Một học giả kết luận rằng "dường như không có khả năng nó [chữ viết Đông Ba] sẽ có bước tiến phát triển nhỏ để trở thành một hệ thống chữ viết phát triển mạnh. Nó đã được sáng tạo ra trước đây một vài thế kỷ để phục vụ cho mục đích thờ riêng cho nghi lễ. Do mục đích của nó không cần mở rộng qua lĩnh vực sử dụng thường nhật trong các chuyên gia không phải tôn giáo – suy cho cùng người Nạp Tây biết chữ ngày nay, cũng như trong quá khứ, đang viết bằng chữ Quan Thoại — nó không phát triển hơn thế nữa mà chỉ tiếp tục hoàn thành nhu cầu thần chú ma quái, khiến du khách thú vị và những điều tương tự".
| 10-2130 |